# Le Rialto à Venise
Le Rialto à Venise est un tableau réalisé par le peintre italien Canaletto dans la deuxième moitié du XVIIIe siècle. De format horizontal, cette huile sur toile est un paysage urbain qui représente le Rialto, à Venise. Sa composition est dominée par le pont du Rialto, avec au premier plan sur le Grand Canal plusieurs gondoles manœuvrées par des figures au travail. Legs de Robert Gower en 1869, l'œuvre est la propriété de la commune de Nîmes, dans le Gard, en France. Elle est conservée au musée des Beaux-Arts de Nîmes.